# Francesco Liverani
Francesco Liverani (Santa Sofia, 1912. december 5. – Santa Sofia, 1985) olasz nemzetközi labdarúgó-játékvezető.

## Pályafutása

### Nemzeti játékvezetés
1949-ben lett a Serie A játékvezetője. Az aktív nemzeti játékvezetéstől 1960-ban vonult vissza. A Serie C,- B- és A  besorolásokban összesen 399 találkozón volt vezető bíró. Első ligás mérkőzéseinek száma: 169.
| Időpont            | Helyszín                               | Mérkőzés típusa         | Mérkőzés                 | Eredmény |
| ------------------ | -------------------------------------- | ----------------------- | ------------------------ | -------- |
| 1949. november 20. | Stadio Atleti Azzurri Stadion, Bergamo | első Serie A mérkőzés   | Atalanta BC–AS Roma      | 3 : 2    |
| 1960. május 22.    | Városi Stadion, Padova                 | utolsó Serie A mérkőzés | Calcio Padova–SSC Napoli | 1 : 2    |

### Nemzetközi játékvezetés
Az Olasz labdarúgó-szövetség Játékvezető Bizottsága (JB) terjesztette fel nemzetközi játékvezetőnek, a Nemzetközi Labdarúgó-szövetség (FIFA) 1955-től tartotta nyilván bírói keretében. Több nemzetek közötti válogatott és klubmérkőzést vezetett, vagy működő társának partbíróként segített. Az olasz nemzetközi játékvezetők rangsorában, a világbajnokság-Európa-bajnokság sorrendjében többedmagával a 46. helyet foglalja el 1 találkozó szolgálatával.
Az aktív nemzetközi játékvezetéstől 1960-ban búcsúzott. Válogatott mérkőzéseinek száma: 7.

#### Világbajnokság
A világbajnoki döntőhöz vezető úton Svédországba a VI., az 1958-as labdarúgó-világbajnokságra a FIFA JB bíróként alkalmazta.
| Időpont              | Helyszín              | Mérkőzés típusa           | Mérkőzés           | Eredmény |
| -------------------- | --------------------- | ------------------------- | ------------------ | -------- |
| 1956. szeptember 30. | Práters-stadion, Bécs | előselejtező (5. csoport) | Ausztria–Luxemburg | 7 : 0    |

#### Olimpia
Az 1960. évi nyári olimpiai játékok labdarúgó tornájának mérkőzésein a FIFA JB bíróként foglalkoztatta.
| Időpont             | Helyszín               | Mérkőzés típusa        | Mérkőzés        | Eredmény | Nézők száma |
| ------------------- | ---------------------- | ---------------------- | --------------- | -------- | ----------- |
| 1960. augusztus 26. | Flaminio Stadion, Róma | selejtező (C. csoport) | Dánia–Argentína | 3 : 2    | 7 154       |

#### Nemzeti Bajnokság
A Török labdarúgó-szövetség 1959-ben a Milli Lig (National League) első kétcsoportos bajnoki idényét (az első bajnokságot) 1958-1959 évekre írta ki, de valójában 1959-ben zajlottak le a csoportmérkőzések, valamint a kétfordulós döntő.
| Időpont          | Helyszín                      | Mérkőzés típusa        | Mérkőzés                     | Eredmény | Nézők száma |
| ---------------- | ----------------------------- | ---------------------- | ---------------------------- | -------- | ----------- |
| 1959. június 14. | Dolmabahçe Stadion, Isztambul | döntő második mérkőzés | Fenerbahçe SK–Galatasaray SK | 4 : 0    | 26 553      |

#### Nemzetközi kupamérkőzések

##### Bajnokcsapatok Európa-kupája
| Időpont             | Helyszín             | Mérkőzés típusa            | Mérkőzés             | Eredmény | Nézők száma |
| ------------------- | -------------------- | -------------------------- | -------------------- | -------- | ----------- |
| 1957. augusztus 26. | Népstadion, Budapest | nyolcaddöntő (2. mérkőzés) | Vasas–BSC Young Boys | 2 : 1    | 20 000      |

## Magyar vonatkozás
| Időpont          | Helyszín                 | Mérkőzés típusa          | Mérkőzés                 | Eredmény | Nézők száma |
| ---------------- | ------------------------ | ------------------------ | ------------------------ | -------- | ----------- |
| 1958. október 5. | Maksimir Stadion, Zágráb | 351. válogatott mérkőzés | Jugoszlávia–Magyarország | 4 : 4    | 40 000      |

## Szakmai sikerek
1955-1956 bajnoki évadban mutatott szakmai teljesítményéért megkapta a Dr. Giovanni Mauro alapítvány elismerő díját.

## Külső hivatkozások
- Francesco Liverani. World Referee. [2012. június 15-i dátummal az eredetiből archiválva]. (Hozzáférés: 2012. december 5.)
- Francesco Liverani. footballzz.com. (Hozzáférés: 2012. december 5.)
- Francesco Liverani. footballdatabase.eu. (Hozzáférés: 2012. december 5.)
- Francesco Liverani. eu-football.info. (Hozzáférés: 2012. december 5.)
- Francesco Liverani. data.7m.cn. (Hozzáférés: 2012. december 5.)

| Elődje: Riccardo Pieri | Giovanni Mauro díj 1955–1956 | Utódja: Tommaso Corallo |